# Max Cosyns

Max Cosyns (1932)

Max Georges Émile Cosyns (* 29. Mai 1906 in Schaerbeek; † 30. März 1998 in Ixelles) war ein belgischer Physiker, Erfinder, Entdecker und Höhlenforscher.

## Biographie
Max Georges Émile Cosyns wurde am 29. Mai 1906 in Schaerbeek, einer Gemeinde der Stadt Brüssel, geboren. Sein Vater Georges Charles Henri Cosyns (1879–1945) hatte an der Université libre de Bruxelles Chemie studiert und bis 1919 eine Professur inne. Daneben war Cosyns Vater Fotograf und Mitglied der Société belge de Géologie. Seine Mutter war Hélène Joséphine Charlotte Van Dooren. Cosyns zeigte schon früh ein großes Interesse an Wissenschaft. Nach dem Abschluss seiner Schulausbildung begann er 1927 ein Studium der Elektrotechnik an der Université libre de Bruxelles (ULB) und erwarb dort sein Ingenieurdiplom. Cosyns wissenschaftliches Interesse führte ihn zu weiteren Studien in Physik, Biophysik und Medizin, wobei er sich besonders für die Biophysik und die Erforschung der kosmischen Strahlung begeisterte.

## Stratosphärenforschung

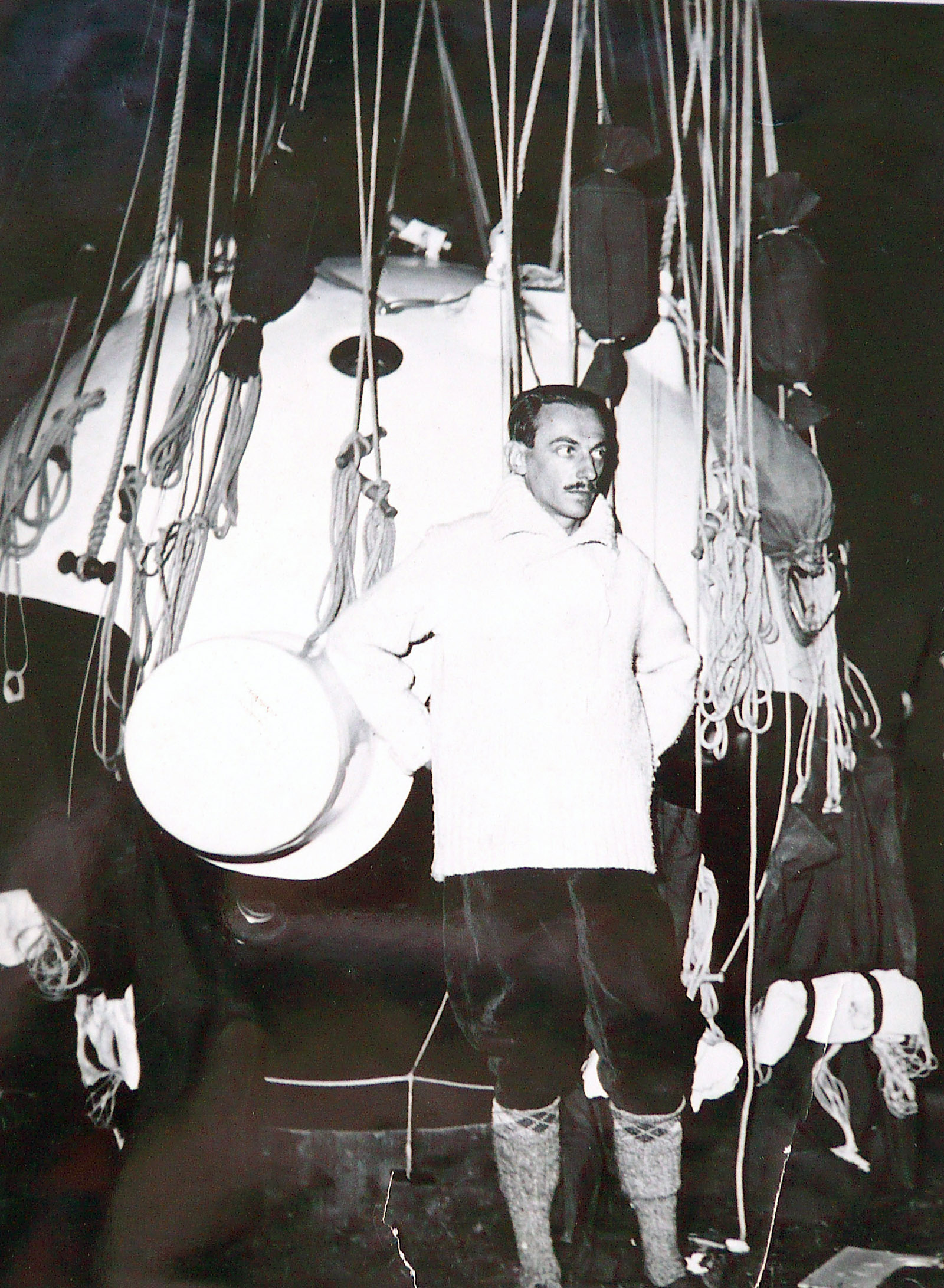
Max Cosyns vor der Druckkapsel des Ballons, um 1935

Anfang der 1930er Jahre arbeitete Cosyns als Assistent des renommierten Physikers Auguste Piccard an der ULB. Piccard war bekannt für seine Forschungen in der Stratosphäre und die Entwicklung von Ballons für Höhenflüge.
Am 18. August 1932 starteten Cosyns und Piccard einen bahnbrechenden Stratosphärenflug mit einem mit Wasserstoff gefüllten Ballon und einer Gondel als Druckkapsel. Der Ballon bestand aus Baumwollstoff, welcher mit Gummi überzogen wurde, um dem starken Druckabfall standzuhalten. Er erreichte im entfalteten Zustand einen Durchmesser von ca. 30 Metern und ein Volumen von über 14.000 Kubikmetern. Das Leergewicht des Ballons betrug etwa 680 Kilogramm. Die Gondel war eine kugelförmige Konstruktion aus Aluminium und hatte gerade mal einen Durchmesser von knapp über zwei Metern. Die Oberfläche der Gondel wurde zur Hälfte weiß und zur anderen Hälfte schwarz angemalt, um die Temperatur durch die Ausrichtung der Gondel zur Sonne zu regulieren. Dieses System erwies sich als ineffektiv und die Temperatur sank während des Fluges auf −15 °C.  Piccard selbst erklärte, das Ziel des Aufstiegs sei es, die Erforschung der kosmischen Strahlung und andere für die wissenschaftliche Forschung wichtige Umstände zu studieren.
Sie starteten in einem Ort namens Dübendorf in der Schweiz und erreichten eine Höhe von 16.201 Metern, was einen damaligen neuen Höhenrekord darstellte. Während des zwölfstündigen Fluges sammelten sie wertvolle Daten über die obere Atmosphäre und die kosmische Strahlung und erfüllten so ihr Vorhaben, bevor sie in der Nähe des Gardasees in Norditalien wieder landeten. Sie gewannen durch ihren Aufstieg an Bekanntheit und wurden für diese Leistung vom belgischen König Leopold III. geehrt, wobei Cosyns als Ritter des Leopoldsordens ausgezeichnet wurde.
Cosyns nahm neben Émile Henriot, Auguste Piccard und Ernst Stahel als Gast des Comité Scientifique an der Siebenten Solvay-Konferenz für Physik teil, die vom 22. bis zum 29. Oktober 1933 in Brüssel stattfand. Bei dieser Konferenz stand das Thema Structure et propriétés des noyaux atomiques- die Struktur und die Eigenschaften von Atomkernen im Vordergrund.
Am 11. August 1933 kam es zu einem schweren Unglück. Die für einen weiteren Stratosphärenflug vorgesehene Gondel explodierte, bevor der Flug stattfinden konnte. Die Ursache einer Explosion war ein technischer Defekt während eines Drucktests, wodurch unkontrolliert Gas aus der Gondel trat. Das Unglück stellte einen erheblichen Rückschlag für das Forschungsprogramm dar, da wertvolle Instrumente und Materialien zerstört wurden. Cosyns gelang es dennoch, mit Hilfe des staatlichen belgischen Fonds National de la Recherche Scientifique (FNRS) einen neuen Aufstieg vorzubereiten.

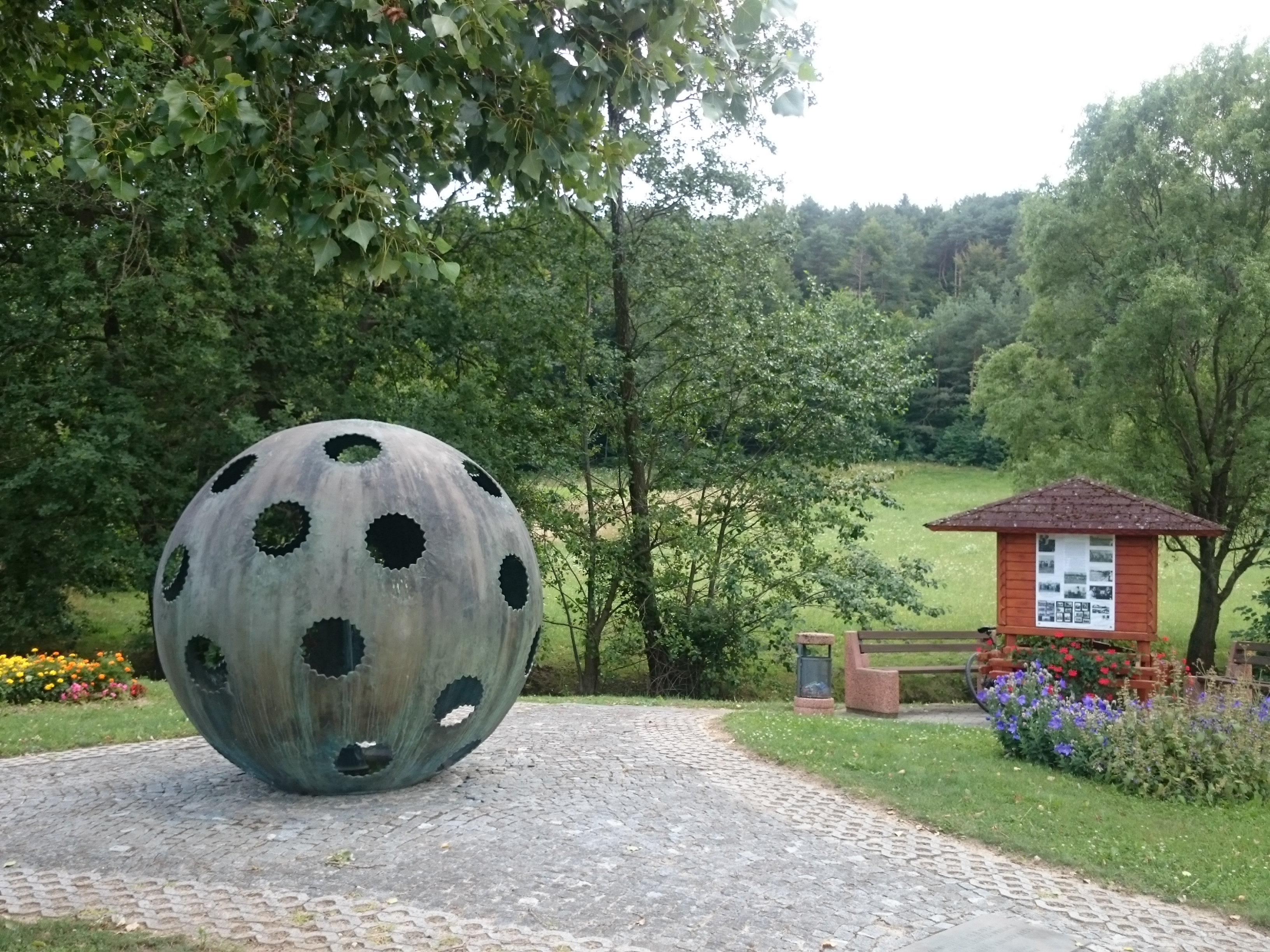
Denkmal an die Landung des Stratosphärenballons in Ženavlje

Ein Jahr später, am 18. August 1934, unternahm Cosyns dann seinen zweiten bedeutsamen Stratosphärenflug mit seinem Studenten Nérée van der Elst. Ihr Ziel war erneut das Messen von Daten in der Stratosphäre. Ihr Startpunkt lag in Hour, einer Ortschaft der Gemeinde Houyet, und sie erreichten eine Höhe von knapp über 16.000 Metern und schafften es somit nicht, den von Cosyns selbst aufgestellten Rekord zu brechen. Die Landung erfolgte im slowenischen Dorf Ženavlje. Seither gilt die Landung als ein historischer Tag des Dorfes und bis heute wird der 18. August als ein städtischer Feiertag zelebriert. Außerdem wurde 1997 am Ort der Landung ein Denkmal in Ballonform errichtet.

## Zweiter Weltkrieg
Während der deutschen Besatzung schloss sich Max Cosyns dem belgischen Widerstand an. Im Januar 1943 wurde Cosyns von den deutschen Besatzern verhaftet und in das Konzentrationslager Dachau deportiert.

## Tiefseeforschung und Speläologie
Nach seiner Befreiung durch die US-Armee am 29. April 1945 kehrte er nach Belgien zurück und setzte seine wissenschaftliche Arbeit als Co-Direktor der Expedition FNRS-2 in Dakar fort. Max Cosyns arbeitete erneut eng mit Auguste Piccard zusammen und spielte eine zentrale Rolle bei der Planung und Durchführung der Mission, welche auf die Erforschung des Tiefseelebens abzielte.
Durch ein Unglück während eines unbemannten Testtauchgangs 1948 wurde die Tauchgondel stark beschädigt und unbrauchbar für nachfolgende Missionen. Mithilfe der französischen Marine, die die Forschungsmission finanziell ermöglichte, wurden die Experimente unter dem Namen FNRS-3 fortgeführt. Am 15. Februar 1954 erreichte der Bathyscaph eine Tiefe von 4050 Metern und überbot den bisherigen Rekord um 1000 Meter.
Zwei Jahre zuvor leitete Max Cosyns eine speläologische Expedition zum Gouffre de la Pierre-Saint-Martin in den Pyrenäen. Während dieser Expedition stürzte ein französischer Speläologe, Marcel Loubens, aufgrund einer defekten Winde 15 Meter in die Tiefe und starb. Cosyns wurde als Expeditionsleiter und Konstrukteur der Winde für den Vorfall verantwortlich gemacht. Nach dem Prozess im Jahre 1954 trat er von seinen akademischen Ämtern zurück und beendete seine wissenschaftliche Karriere frühzeitig, im Alter von 48 Jahren.
Er zog sich kurz darauf das Dorf Licq-Athérey im französischen Baskenland zurück. Am 30. März 1998 starb Max Cosyns im Alter von 91 Jahren in Brüssel.